# NGC 2645
NGC 2645 (również OCL 754 lub ESO 259-SC14) – gromada otwarta znajdująca się w gwiazdozbiorze Żagla. Odkrył ją John Herschel 29 grudnia 1834 roku. Jest położona w odległości ok. 5,4 tys. lat świetlnych od Słońca.